# Anna Sallés i Bonastre
Anna Sallés i Bonastre (La Bruguièira, França, 1940) és una historiadora catalana i professora emèrita de la Universitat Autònoma de Barcelona.

## Família
Anna Sallés és filla de Joan Sallés, militant del PSUC durant la Guerra Civil que combaté al Front d'Aragó i la batalla de l'Ebre i que fou deportat al camp d'Argelers durant sis mesos.
Fou la dona de Manuel Vázquez Montalbán i és mare de Daniel Vázquez Sallés.

## Biografia
Anna Sallés nasqué a l'exili, a La Bruguièira, des d'on la seva mare va poder reclamar el seu pare, deportat a Argelers. Aquest es trobava lligat al moviment dels maquis pels quals feia feina clandestina. Per un atzar, un gendarme del poble el va avisar que els alemanys el detindrien. Ell retornà a Catalunya i fou empresonat durant uns mesos a la Presó Model de Barcelona. Al tombant de l'any 1943, la mare de l'Anna va retornar a Barcelona amb les seves dues filles, la més petita de les quals només tenia sis mesos.
La família s'instal·là dos anys a La Garriga fins que marxaren a Barcelona, al carrer de Salvà, al Poble-Sec. A nou anys, els pares, per estima envers la cultura francesa, la matricularen al Liceu francès. Més tard, el 1966, es llicencià en filosofia i lletres, especialitat en història, per la Universitat de Barcelona i el 1981 es doctorà per la Universitat Autònoma de Barcelona de la qual fou, d'ençà del 1971, professora d'història contemporània.
El 1962, es covava el que més tard, el 1966, esdevindria com a Sindicat Democràtic d'Estudiants. La Vaga minaire d'Astúries d'aquell any va animar molts joves a fer actes de solidaritat amb els vaguistes. L'11 de maig, l'Anna fou detinguda juntament amb altres de la seva colla com el Manuel Vázquez Montalbán, Salvador Clotas i Cierco i Martí Capdevila. La van jutjar en un consell de guerra sumaríssim, atès que encara no existia el Tribunal d'Ordre Públic, que d'altra manera l'haguessin jutjat pel civil. En aquell moment, tot acte contra el franquisme era delicte de fur militar. Va ser condemnada per rebel·lió militar per equiparació, atès que no era militar, a sis mesos i un dia. El dia era perquè ingressés a la presó, si hagués estat només sis mesos no hauria entrat.
Com que no (...) hi havia una presó de dones, va fer la seva estada a una zona de la Model el qual descriu com: "era un món tan sòrdid... al pati hi havia unes rates... El maltractament a les preses era terrible. No vaig veure maltractaments físics directes, però de paraula era horrorós, amb menyspreus constants. I una brutícia! Jo era "l'estudiant" perquè hi havia prostitutes, lladres, assassines...".
Milità al Partit Socialista Unificat de Catalunya fins al 1968. Durant molts d'anys, ha simpatitzat amb Iniciativa per Catalunya Verds - Esquerra Unida i Alternativa i actualment es confessa independentista.

## Obra
Les seves recerques s'han centrat en el període de la República i de la guerra civil, tot i que també s'ha interessat per la Revolució Russa.
Tesi doctoral
- 1981 - La Formació de l'Esquerra Republicana de Catalunya i pla lluita per l'autonomia. (Dirigida per Josep Termes i Ardèvol).
  - 1986 - Quan Catalunya era d'Esquerra. Llibre fruit de la seva tesi doctoral on s'analitzen els orígens del partit ERC i es descobreixen les claus de per què una formació política tot just nascuda es convertí en l'eix polític de la Catalunya autònoma republicana.[cal citació]

Síntesi i obres de divulgació
- Rovira i Virgili, A., Sallés, A., & Barcelona. Diputació. (1983). Resum d'història del catalanisme / Antoni Rovira i Virgili ; edició a cura d'Anna Sallés (2a ed.). Barcelona: La Magrana : Diputació de Barcelona.
- Sallés, A, La República i la Guerra Civil, dins Conèixer la Història de Catalunya, vol. 5, Vicens Vives, Barcelona, 1985.
- Sallés, A. De la monarquia a la República 1930-1931, dins Història Salvat de Catalunya (dir. J. Salvat). Salvat: Barcelona, 1978.